# De'Lacy
I De'Lacy sono stati un gruppo musicale statunitense di musica dance e house attivo negli anni novanta. Hanno raggiunto la popolarità internazionale del 1995 grazie al singolo Hideaway. Il gruppo era composto da De'Lacy Davis (percussionista), Gary Griffin (bassista e tastierista), Glen Branch (batterista e cori) e Rainie Lassiter (voce).

## Storia
Il gruppo ha conosciuto immediatamente il successo internazionale nel 1995 con Hideaway, singolo uscito per l'etichetta discografica BMI che ha ottenuto un ottimo successo di vendite specialmente nella versione remix realizzata dai Deep Dish. Hanno bissato il successo l'anno successivo con That Look, altro successo house che, come il precedente, è stato inserito in numerose compilation di musica dance. Dopo il successo dei primi due brani, il gruppo ha pubblicato altri singoli che, tuttavia, non hanno riscosso successo e hanno portato allo scioglimento del gruppo.
Nel corso degli anni, il loro primo successo è stato pubblicato più volte in versioni sempre diverse, remixato da diversi disc jockey.

## Discografia

### Singoli
- 1995 - Hideaway
- 1996 - That Look
- 1997 - All I Need Is Love
- 1998 - More
- 1998 - Hideaway (Remix)
- 2000 - No More Lies
- 2001 - Love Me
- 2006 - Hideway 2006
- 2008 - Hideaway 2008